# فيليكس نوسباوم
فيليكس نوسباوم (بالبولندية: Felix Nussbaum)‏ (و. 1904 – 1944 م) هو رسام بولندي، ولد في ألمانيا، توفي عن عمر يناهز 40 عاماً.

## معرض صور

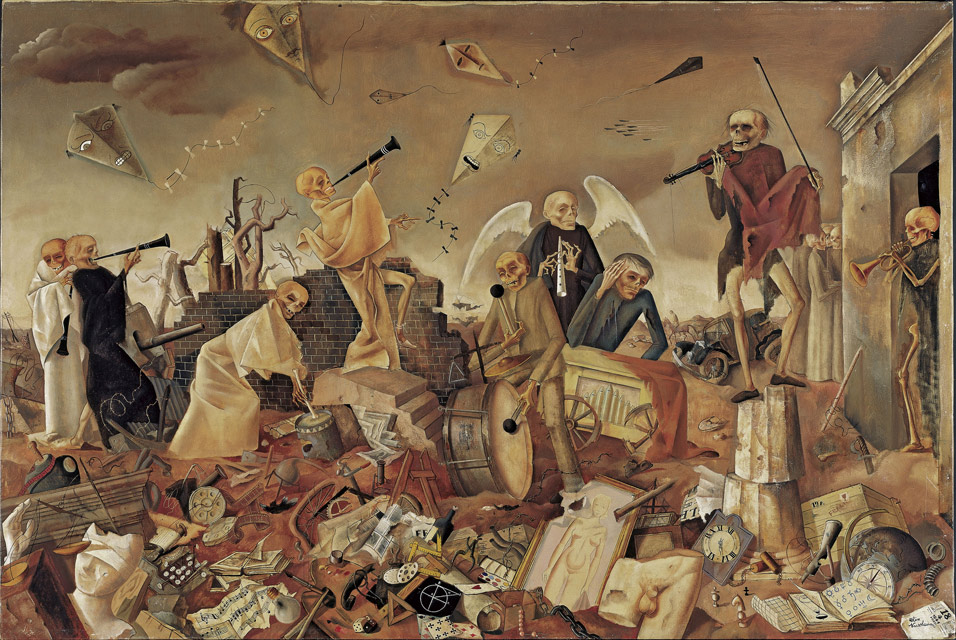
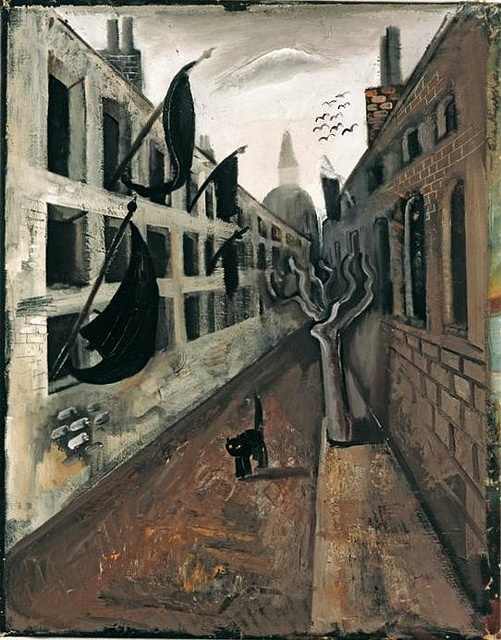
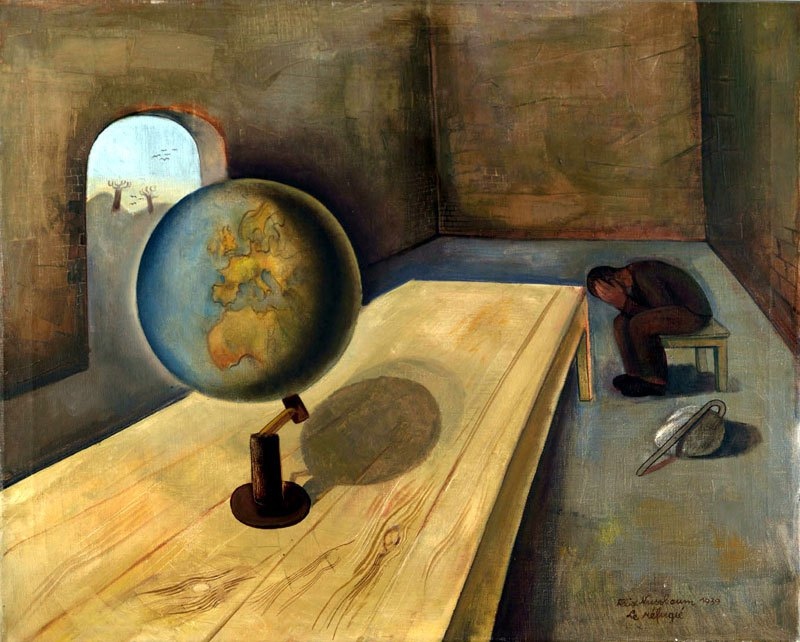
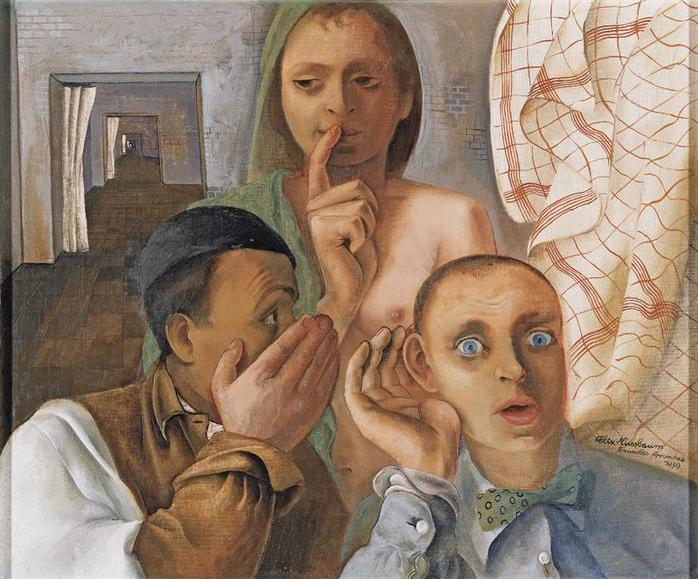
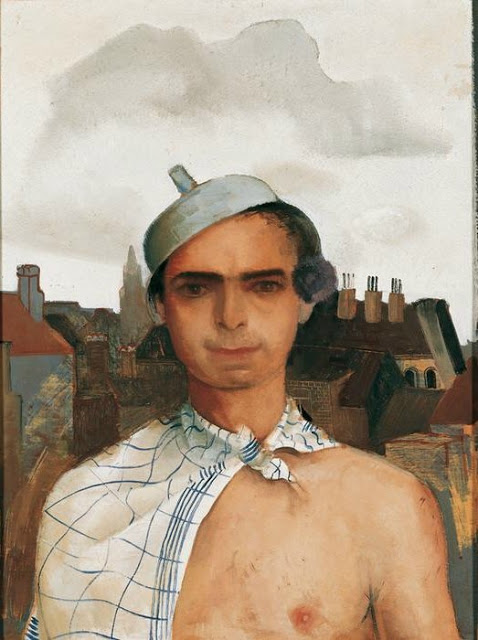
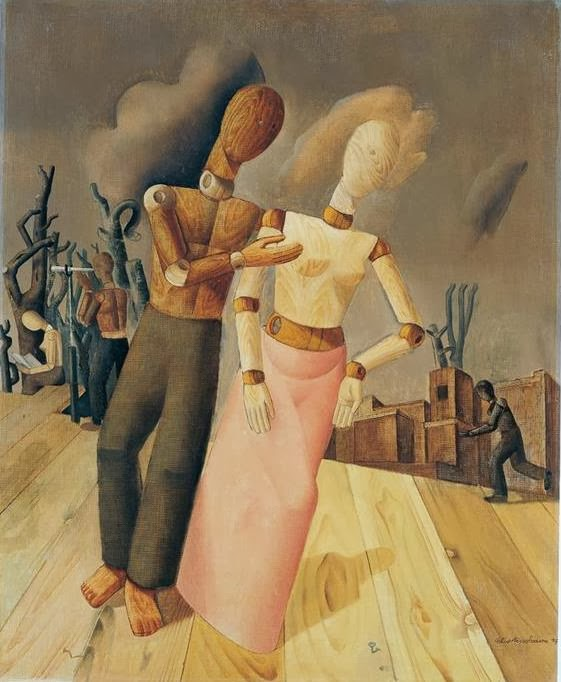